# Miss Csehország

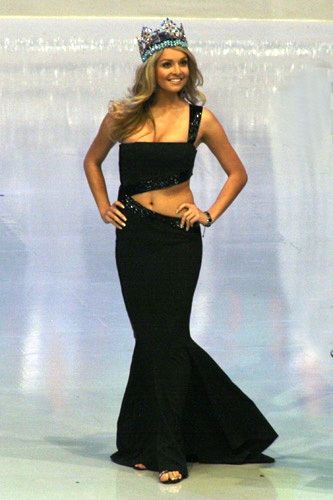
Taťána Kuchařová, Miss World 2006 győztes

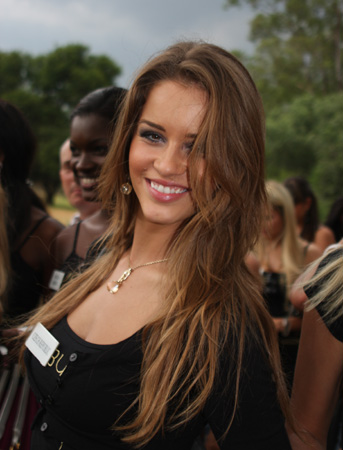
Zuzana Jandová, Miss České republiky 2008

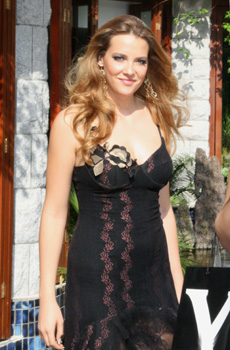
Katerina Sokolová, Miss České republiky 2007

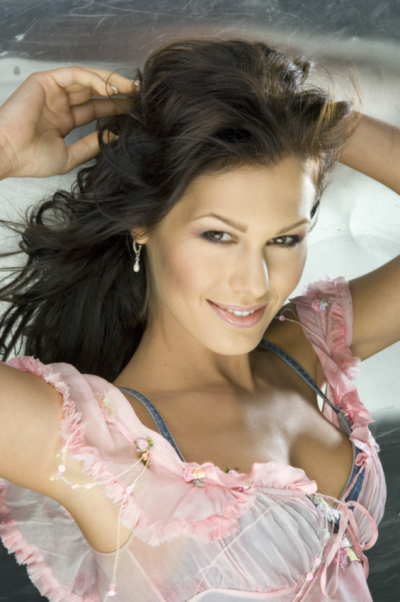
Jelena Doleželová, Miss České republiky 2004

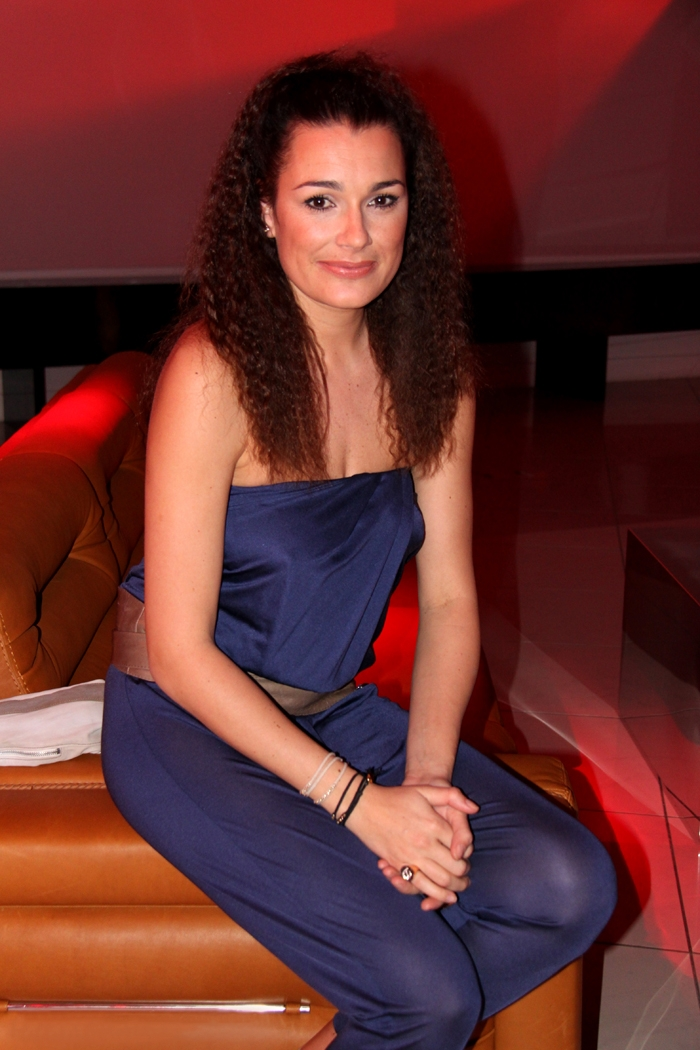
Alena Šeredová, Miss World 1998, 4. helyezett

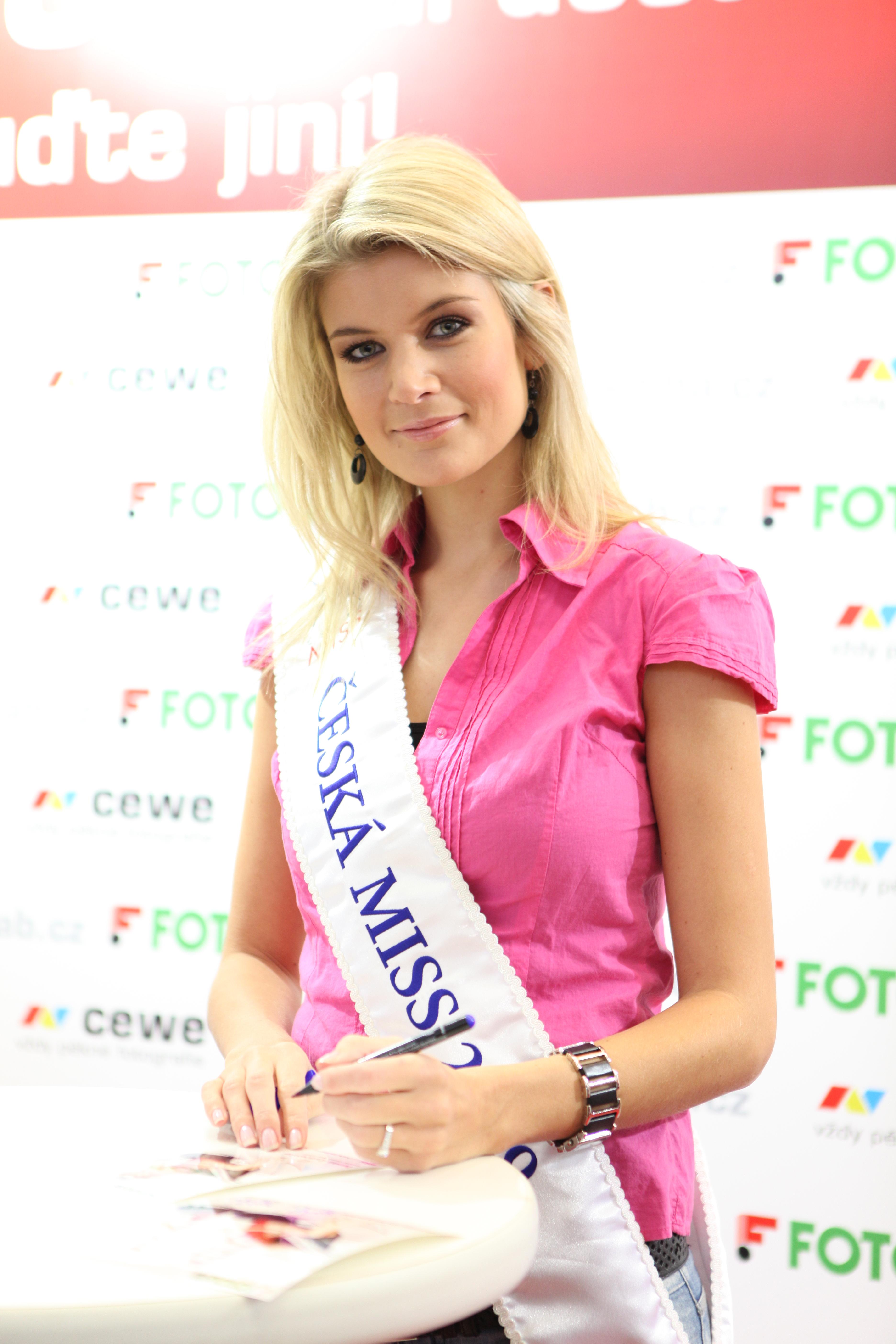
Iveta Lutovska, Česká Miss 2009

Miss Cseh Köztársaság az általános megszólítása a cseh szépségversenyek győzteseinek. 2010-ig két nemzeti szépségversenyt rendeztek Csehországban, Česká Miss (Cseh Miss) és Miss České republiky (Miss Cseh Köztársaság) néven.
A Miss České republiky 1989-től 2009-ig létezett, jogelődje volt 1989-től a Miss Csehszlovák Szocialista Köztársaság verseny. 1990-ben a versenyt átnevezték Miss Csehszlovák Szövetségi Köztársaság névre, majd 1993-ban, amikor Csehszlovákia kettészakadt Csehországra és Szlovákiára, a verseny Miss Czech and Slovak Republic néven futott tovább. 1994-ben kapta a Miss České republiky nevet. A versenyigazgató Miloš Zapletal volt 1989-től 2008-ig. A verseny győztese és helyezettjei a Miss World, Miss Európa, Miss International és Miss Universe versenyeken indultak, de volt olyan év, hogy nem vettek részt semmilyen nemzetközi szépségversenyen.
A Česká Miss, ami a Miss Universe cseh versenye, 2005-ben indult, az 1991-es győztes, Michaela Maláčová irányítása alatt. 2010-ben magába olvasztotta a Miss České republiky versenyt, azóta ennek a versenynek a győztese indul a Miss Universe, míg a második helyezett a Miss World versenyen.
Csehország legjobb eredménye a Miss World cím elnyerése volt 2006-ban.

## Miss Universe versenyzők
1970 és 1992 között Csehszlovákia 4-szer vett részt a Miss Universe versenyen.
| Év   | Versenyző           | helyezés    |
| ---- | ------------------- | ----------- |
| 1970 | Kristina Hanazalova | középdöntős |
| 1990 | Jana Hronkova       | középdöntős |
| 1991 | Renata Gorecka      |             |
| 1992 | Michaela Malacova   |             |

1993 óta Csehország néven versenyeznek, 1994 és 2004 között a Miss České Republiky verseny küldött jelöltet a Miss Universe-re, 2005 óta a Česká Miss győztese utazik a rendezvényre. A legjobb eredmény a legjobb 10 közé jutás volt 2003-ban és 2009-ben.
| Év   | Versenyző           | helyezés          |
| ---- | ------------------- | ----------------- |
| 1993 | Pavlina Barbukova   | középdöntős       |
| 1995 | Eva Kotulanova      |                   |
| 1996 | Renata Hornofova    |                   |
| 1997 | Petra Minarova      |                   |
| 1998 | Kristina Fridvalska |                   |
| 1999 | Petra Faltynova     |                   |
| 2000 | Jitka Kocurova      |                   |
| 2001 | Petra Kocarova      |                   |
| 2002 | Diana Kobzanova     |                   |
| 2003 | Katerina Smrzova    | Top10 középdöntős |
| 2004 | Lucie Vachova       |                   |
| 2005 | Katerina Smejkalova |                   |
| 2006 | Renata Langmannova  |                   |
| 2007 | Lucie Hadasova      | Top15 középdöntős |
| 2008 | Eliska Buckova      | Top15 középdöntős |
| 2009 | Iveta Lutovska      | Top10 középdöntős |
| 2010 | Jitka Valkova       | Top15 középdöntős |
| 2011 | Jitka Novačková     |                   |

## Miss World versenyzők
1967 és 1992 között Csehszlovákia hatszor indult a Miss World versenyen.
| Év   | Versenyző           | helyezés     |
| ---- | ------------------- | ------------ |
| 1967 | Alzbeta Strkulova   | 6. helyezett |
| 1969 | Marcela Bitnarova   | középdöntős  |
| 1989 | Jana Hronkova       |              |
| 1990 | Andrea Roskovcova   |              |
| 1991 | Andrea Tatarkova    |              |
| 1992 | Gabriela Harsanyova |              |

2010-ig a Miss České Republiky verseny győztese vett részt a Miss World versenyen, 2010 óta a Česká Miss második helyezettje kapja az indulási jogot.  A legjobb eredmény a Miss World cím elnyerése volt 2006-ban.
| Év   | Versenyző          | helyezés     |
| ---- | ------------------ | ------------ |
| 1993 | Simona Smejkalova  |              |
| 1994 | Lenka Belickova    |              |
| 1995 | Katerina Kasalova  |              |
| 1996 | Petra Minarova     |              |
| 1997 | Terezie Dobrovolna |              |
| 1998 | Alena Seredova     | 4. helyezett |
| 1999 | Helena Houdova     |              |
| 2000 | Michaela Salacova  |              |
| 2001 | Andrea Fiserova    |              |
| 2002 | Katerina Smrzova   |              |
| 2003 | Lucie Vachova      |              |
| 2004 | Jana Dolezelova    | középdöntős  |
| 2005 | Lucie Kralova      |              |
| 2006 | Taťána Kuchařová   | győztes      |
| 2007 | Katerina Sokolova  |              |
| 2008 | Zuzana Jandova     |              |
| 2009 | Aneta Vignerova    |              |
| 2010 | Veronica Machova   |              |
| 2011 | Denisa Domanska    |              |
| 2012 |                    |              |
| 2013 | Lucie Kovandova    |              |

## Fordítás
- Ez a szócikk részben vagy egészben  a   Miss Czech Republic című angol Wikipédia-szócikk ezen változatának fordításán alapul.  Az eredeti cikk szerkesztőit annak laptörténete sorolja fel. Ez a jelzés csupán a megfogalmazás eredetét és a szerzői jogokat jelzi, nem szolgál a cikkben szereplő információk forrásmegjelöléseként.
- Ez a szócikk részben vagy egészben  a   Czech Miss című angol Wikipédia-szócikk ezen változatának fordításán alapul.  Az eredeti cikk szerkesztőit annak laptörténete sorolja fel. Ez a jelzés csupán a megfogalmazás eredetét és a szerzői jogokat jelzi, nem szolgál a cikkben szereplő információk forrásmegjelöléseként.